# Oculudentavis khaungraae
Oculudentavis khaungraae es la especie tipo del género fósil Oculudentavis de saurópsido escamoso de incierta posición filogenética, conocido en base a un único ejemplar conservado en ámbar de Birmania.

## Descubrimiento
Oculudentavis khaungraae es conocido por un esqueleto conservado en ámbar encontrado en el Estado Kachin, en el norte de Birmania y descrito en 2020 como el dinosaurio aviano mesozoico conocido más pequeño, de un tamaño similar al actual pájaro mosca.
Poco después y durante el mismo año, un nuevo estudio la situó como un miembro del orden Squamata que agrupa a lagartos y serpientes, a la vez que se hacía publica la existencia de un segundo ejemplar. En 2021, este nuevo ejemplar fue descrito como una segunda especie del género: O. naga.
Controversia
Tras la publicación de la descripción original, aparecida en la portada de Nature, varios paleontólogos reavivaron la discusión sobre las controversias relacionadas con el ámbar de Birmania, dada la malas condiciones laborales para los mineros (muchos de los cuales son menor de edad), y que el comercio de este ámbar ayuda a financiar el conflicto en Kachin, situación similar a la de los diamantes de sangre.

## Descripción

Comparación de tamaños

El cráneo del holotipo tiene 1.73 cm de longitud, aunque inicialmente fue reportado en 1.4 cm. El animal tienen un tamaño comparable con el actual pájaro mosca.
El hocico de este dinosaurio era delgado y con numerosos dientes pequeños que llegaban hasta la parte posterior de la mandíbula, lo que indica que este espécimen era un depredador de pequeños invertebrados. Las órbitas de los ojos eran muy grandes y tenían un anillo esclerótico grueso, con una pequeña pupila, lo que indica que era un animal diurno, activo principalmente durante el día.

## Taxonomía
Descripción
La especie fue descrita en 2020 por un equipo liderado por el paleontólogo chino Lida Xing en base un único ejemplar encontrado en ámbar de Birmania. El holotipo está catalogado como HPG-15-3 y se encuentra en el Museo Hupoge, en China.
El nombre genérico Oculudentavis resulta de la combinación de los vocablos latinos Oculus, dentes y avis, que se traducen como "ojo", "dientes" y "ave" respectivamente. Por otra parte, el epíteto específico khaungraae es en honor a Khaung Ra, la mujer que donó la pieza de ámbar al museo Hupoge para su estudio.
Clasificación
Las especializaciones causadas por el pequeño tamaño de O. khaungraae llevaron a dificultades para sacar conclusiones precisas sobre su posición taxonómica. Un análisis filogenético en la descripción original lo posicionó dentro Avialae, solo un poco más cerca de las aves modernas que Archaeopteryx. Esto sugiere que existe un linaje fantasma de ~50 millones de años entre el Jurásico superior y el Cretácico medio. En cambio, una pequeña de caracteres, sugiere que es un ave enantiornita, como otras aves conservadas en ámbar birmano.
Poco después de la publicación del artículo y en base a una mayor cantidad de similitudes del ejemplo con los miembros de Squamata que con Theropoda, se cuestionó que sea un dinosaurio aviano. Además, la forma de su cráneo que constituía uno de los principales argumentos de su posición dentro de Avialae, se encuentra de manera convergente en lagartos vivos (Meroles, Anolis) y saurópsidos fósiles (Avicranium, Teraterpeton).
Con la descripción de O. naga se llevaron a nuevos análisis filogenéticos que lo posicionaron como un Squamata y, dentro de este grupo, como un clado hermano de Dibamidae. Scandensia o Mosasauria, dependiendo de las características tomadas en cuenta.